# Seriana maxima
Seriana maxima är en insektsart som beskrevs av Irena Dworakowska 1978. Seriana maxima ingår i släktet Seriana och familjen dvärgstritar. Inga underarter finns listade i Catalogue of Life.